# Grupo de Ejércitos Duque Alberto

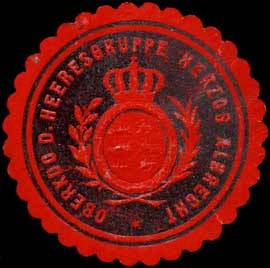
Sello de lacre del Alto Mando del Grupo de Ejércitos Duque Alberto. Descripción: rojo, negro, relieve, Wurtemberg.

El Grupo de Ejércitos Duque Alberto o Grupo de Ejércitos D (en alemán: Heeresgruppe Herzog Albrecht) fue un Grupo de Ejércitos del Ejército Imperial Alemán, que operó en el frente occidental bajo las órdenes del Duque Alberto de Wurtemberg, entre el 7 de marzo de 1917 y el 11 de noviembre de 1918 durante la I Guerra Mundial.

## Composición
- Armee-Abteilung A alemán (Bruno von Mudra y después Johannes von Eben)
- Armee-Abteilung B alemán (Erich von Gündell)
- Armee-Abteilung C alemán (Max von Boehn y después Georg Fuchs): hasta el 4 de febrero de 1918
- 19.º Ejército (Felix Graf von Bothmer y después Karl von Fasbender): a partir del 4 de febrero de 1918